# Белорусская независимая партия
Белору́сская незави́симая па́ртия (бел. Беларуская незалежніцкая партыя, БНП, буквально — Белорусская партия независимости) — военно-политическая организация белорусских националистов, существовавшая с 1939/1942 до середины 1950-х годов.

## История
БНП была создана на рубеже 1939—1940 годов в Вильно (согласно другой версии, в Минске в 1942 году). Её членами были представители белорусской молодёжи.
Инициатором её создания являлся один из идеологов белорусского националистического движения за пределами БССР ксёндз Винцент Годлевский.

### Предыстория
До Второй мировой войны Годлевский возглавлял  организацию «Белорусский фронт», с 1937 года издававшую одноимённую газету («Беларускі фронт»). Современный исследователь белорусского национализма Олег Романько отметил, что «начиная с конца 1938 года в газете ясно прослеживается тенденция ориентации на Германию не только как гаранта передела мира, но и как государство—образец нового порядка».
Заметная группа белорусских националистов в межвоенной Польше, которой руководил молодой врач Николай Щорс — активный деятель виленского «Белорусского студенческого союза», находилась под идеологическим влиянием организации Годлевского. Эта влиятельная и разветвлённая группа имела своих представителей в Варшаве, Лодзи и Берлине.
Накануне нападения гитлеровской Германии на СССР, 19 июня 1941 года сторонники Годлевского провели в Берлине совещание, в ходе которого попытались создать единый координационный центр, который бы руководил всеми разрозненными группами белорусской эмиграции. Совещание постановило создать Белорусский национальный центр. Его возглавил Николай Щорс, в руководстве состояли Радослав Островский,  Анатолий Шкутько, Николай Шкелёнок, Чеслав Ханявка, Витовт Тумаш, Винцент Годлевский. Затем Щорс при содействии Тумаша подготовил меморандум на имя Адольфа Гитлера c призывом создать независимое белорусское государство под протекторатом Германии. 13 июля 1941 года этот документ был передан представителям немецкого военного командования в оккупированной Варшаве.
По мнению Романько, сам факт создания центра за три дня до нападения на Советский Союз указывал на то, что целью его создателей была отнюдь не работа среди эмиграции: центр должен был координировать все усилия националистов в ходе немецкой оккупации Белоруссии.
«В отличие от Ермаченко и Акинчица группа Щорса ориентировалась на военные круги (главным образом на абвер) и СД. Их сотрудничество с этими организациями было начато во второй половине 1940 года и было направлено на вербовку и подготовку агентов с целью их дальнейшей засылки в СССР. Центром такой подготовки стала школа абвера в местечке Ламсдорф (Германия). А главным вербовочным бюро — филиал варшавского Белорусского комитета в Бялой Подляске. Не позднее весны 1941 года группа Щорса начала набор добровольцев для диверсионных подразделений абвера среди военнопленных-белорусов бывшей  Польской армии», — констатировал Романько.

### Партийное строительство
Структура партии состояла из Центрального Комитета и пяти окружных комитетов (созданы к осени 1942 года).
Руководители партии: Всеволод Родзько (Центральный Комитет), Михаил Витушко (член ЦК), Дмитрий Космович (член ЦК), Юльян Сакович (Минский окружной комитет), Франтишек Олехнович (Виленский окружной комитет). Ячейки БНП существовали в 1942-1943 на Брянщине и Смоленщине. Нелегально выпускался «Бюллетень БНП», после войны — бюллетень «Работа и Воля» (2 номера, 1949). Формально БНП позиционировала себя как патриотическая и конспиративная организация с задачей вооруженной борьбы за независимость Белоруссии.
Согласно утверждениям Антона Шукелойтя, в 1942 году на первой сессии БНП были приняты решения о том, чтобы создать подпольное движение, вторым решением стало добиваться перевода на белорусский язык делопроизводства в городской управе Минска, перевода на белорусский язык городского театра и школ; третьим решением стала помощь евреям (сам А. Шукелойть использовал термин «жыды», а не «габрэі» или же «яўрэі»); четвёртым решением стало отказаться содействовать созданию публичных домов, организуемых немецкими оккупационными властями. По словам А. Шукелойтя «белорутенизация» проводилась активистами БНП активно: «Просто приходили, гнали враждебных нам людей и брали всё в свои руки». Особенно жёстко действовал Владимир Дудицкий (Гуцко), который занял должность заведующего отделом просвещения Городской управы Минска и самолично изгнал оттуда русского профессора Прилежаева.
Практическую деятельность БНП начала осуществлять в июне 1944 года, когда было создано несколько конспиративных групп в Белорусской ССР для проведения разведки и диверсий в тылу Красной Армии. Согласно другим источникам, подготовка таких групп с помощью Абвера осуществлялась с осени 1943 года, особенно активно зимой-весной 1944 года). К тому моменту партия насчитывала около 400 активных членов.
В последующем БНП направляла белорусов в школу Абвера «Дальвитц»,  где был создан одноимённый десантный диверсионный батальон. С сентября 1944 года диверсионные группы из батальона «Дальвитц» забрасывались на парашютах на территорию Белорусской ССР. Часть этих групп, по сообщению информационных документов БНП, продолжала действовать ещё зимой 1945/1946 года и даже в 1956 году.
В качестве политической программы предлагалось использование «неизбежного конфликта» союзников после победы над Германией для укрепления белорусских вооружённых сил и вооружённая борьба за независимость Белоруссии в условиях данного конфликта.
После эвакуации с территории Белоруссии в 1944 году в Германии был создан Заграничный Сектор БНП (руководитель Дмитрий Космович). В 1944 году руководство БНП резко критиковала Белорусскую Центральную Раду (БЦР) и лично Радослава Островского за марионеточный характер действий.
В начале 1945 года БНП прекратила всякое сотрудничество с БЦР. Особенно сильное неудовольствие БНП высказывала по поводу неудачной «эвакуации из Белоруссии» в 1944 году и потери большей части личного состава Белорусской краевой обороны (БКА), безрезультатными действиями Островского по созданию белорусской армии в Германии. Отмечалось, что такие действия были направлены исключительно на удовлетворение нужд немецкой армии на заключительном этапе войны (задача обороны Германии любой ценой).
После войны БНП действовала среди белорусской диаспоры в Западной Европе.
В 1948—1949 среди руководства партии произошел раскол по вопросу поддержки Белорусского Национального Центра (БНЦ).
Каждая из группировок претендовала на название БНП (в конечном итоге Борис Рогуля, Михаил Рогуля, Владимир Набогез были исключены из состава ЦК).
В 1954 году лидеры БНП признали БЦР в качестве «единого легитимного представительского центра», а Островского именовали «великим и заслуженным белорусским патриотом». Выступали категорически против участия белорусской молодёжи в скаутском и христианском движении.
В середине 1950-х годов Заграничный Сектор БНП, без своего формального роспуска, вошёл в состав Белорусского Фронта Освобождения, возглавляемого Дмитрием Космовичем.